# Das Horn von Wanza
Das Horn von Wanza ist eine zuerst 1881 erschienene Erzählung von Wilhelm Raabe.
Auf der Oberfläche ist es eine 1865 spielende, ganz muntere, nicht selten spannende, gelegentlich verdutzende Erzählung vom herablassenden Besuch des Göttinger Studenten Grünhage im [fiktiven] Städtchen Wanza im Südharz, um eine vor 50 Jahren aus dem Familiengesichtskreis verschwundene Tante wieder aufzutun. Er trifft sie bei guter Gesundheit, wie auch den – für ihn ein stärkeres Motiv zu seiner Fußwanderung – ehedem berühmtesten Senior seiner studentischen Verbindung, jetzt Bürgermeister. Er lernt etliche Leute aus deren Umgang kennen, darunter den Nachtwächter von Wanza – der nicht mehr nachts auf seinem althergebrachten Horn blasen darf – daher der Titel der Erzählung. Erzählerisch geschickt verflochten erfährt er von allen diesen ihre Lebensgeschichte, und über seinen verstorbenen Onkel mehr als gut tut. Alles führt – in vielfältiger Lebenslauf-Verflechtung – immer zurück in die längst untergepflügt geglaubte „Alte Zeit“. Es ist die Zeit um 1815, die der eben überstandenen Napoleonischen Kriege. Alles scheint nunmehr beruhigt und geklärt. Grünhages kopfreiche Familie wird freundlich eingeladen und kommt gegen Ende mit der Postkutsche an, sogar eine Heirat zeichnet sich im allerletzten Absatz ab.
Es liest sich obenhin humorvoll-heiter, gar mit Happy End. Darunter aber ist es ein schlimmes Panorama alten Leides. Im Zentrum steht der sich langsam formierende, scharf kontrastierende Lebenslauf zweier Frauen. In ihren frühen Bindungen beide blutjung tiefunglücklich geworden, berichten sie davon im hohen Alter – und alle Anderen aus je deren Gesichtspunkt. Es ist alles noch da. Sie haben seither mit ihren erschreckenden Seelennarben zu leben lernen müssen. Open end: Eine neue Heirat zeichnet sich ab.